# 옐렉트로스탈

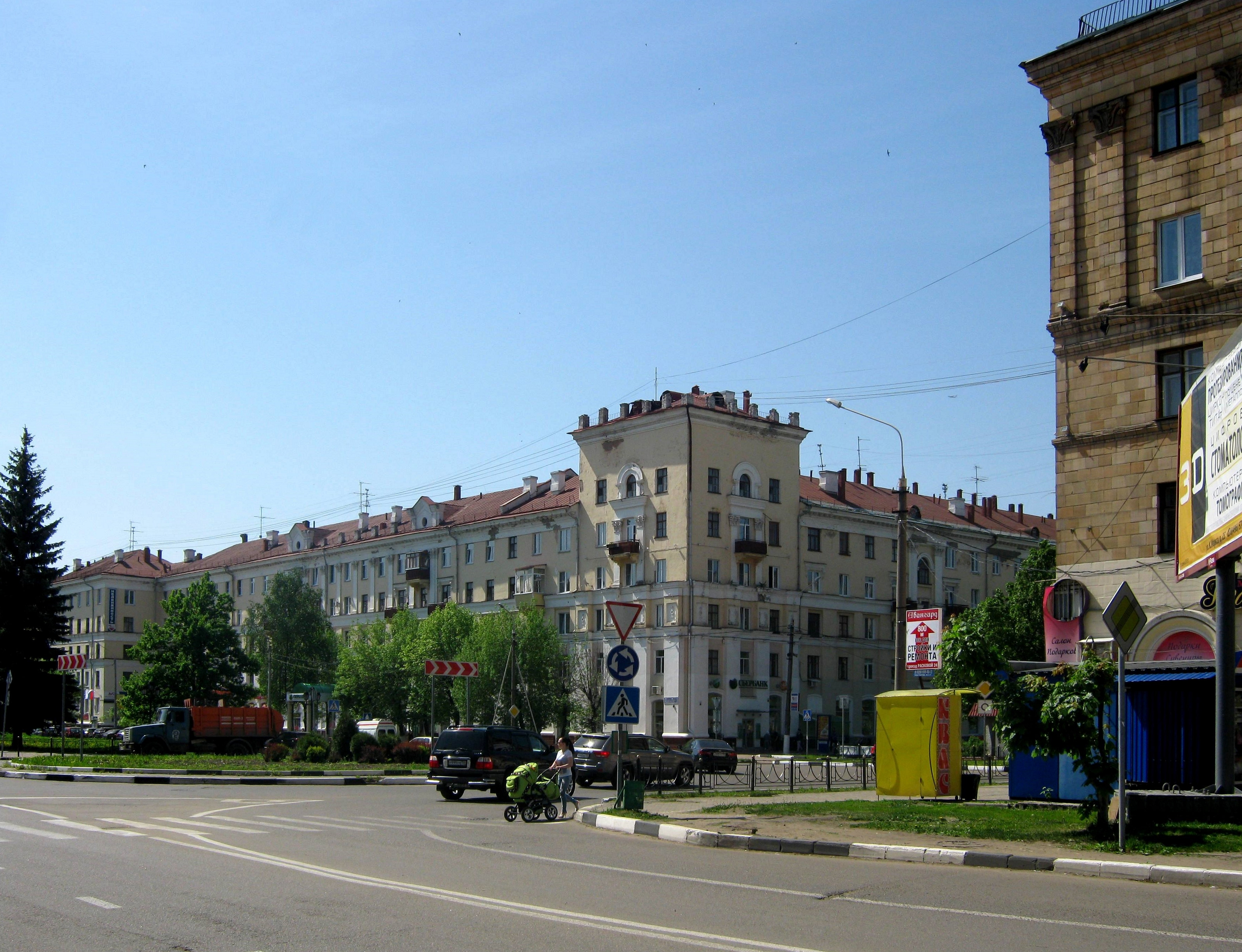

옐렉트로스탈(러시아어: Электроста́ль)은 모스크바주에 위치한 도시이다. 1938년까지는 자티셰(Зати́шье)로 불렸다. 모스크바에서 동쪽으로 58km 떨어져 있다. 인구는 14만6,294명 (2002년); 13만5,000명 (1977년); 12만3,000명 (1970년); 9만7,000명 (1959년); 4만3,000명 (1939년)이다.